# José Antônio Saraiva
José Antônio Saraiva (Santo Amaro, 1 de maio de 1823 – Salvador, 21 de julho de 1895), também conhecido como Conselheiro Saraiva, foi um advogado e político brasileiro. Foi deputado provincial, presidente de província, ministro dos Negócios Estrangeiros (ver Gabinete Olinda IV), ministro da Guerra, ministro da Marinha (ver Gabinete Olinda II), ministro do Império (ver Gabinete Caxias I), presidente do Conselho de Ministros, ministro da Fazenda, senador do Império de 1869 a 1889 e da República de 1890 a 1893.

## Presidente do Conselho de Ministros
Mais Informações: Gabinete Saraiva I e Gabinete Saraiva II
Exerceu o cargo de Presidente do Conselho de Ministros (primeiro-ministro) nos períodos de 28 de março de 1880 a 20 de agosto de 1882 e de 6 de maio de 1885 a 20 de agosto do mesmo ano.
Em sua primeira passagem pelo cargo (1880-1882), foi responsável pela aprovação da chamada Lei Saraiva, reforma eleitoral que introduziu o sufrágio direto no Brasil. Na segunda vez (1885), foi co-responsável, juntamente com João Maurício Wanderley, Barão de Cotegipe, pela aprovação da chamada Lei dos Sexagenários (também conhecida como Lei Saraiva-Cotegipe), que libertou os escravos com 60 anos de idade ou mais.
Na madrugada de 16 de novembro de 1889, D. Pedro II chegou a nomeá-lo novamente, no lugar de Afonso Celso de Assis Figueiredo, Visconde de Ouro Preto, mas o fato sequer foi reconhecido, devido à Proclamação da República no dia anterior. Saraiva chegou mesmo a ser aventado como Presidente do Conselho antes de Ouro Preto, ocasião em que acabou por confidenciar ao Imperador sua descrença em um futuro reinado da Princesa Isabel e sua crença na necessidade de "preparar o caminho para a República". Saraiva foi, então, autorizado a levar a cabo um programa de reformas que fornecesse uma base para as futuras instituições republicanas, como a instituição do federalismo; o Conselheiro, contudo, declinou em seguida, passando o cargo para Ouro Preto.

## Presidente de Província

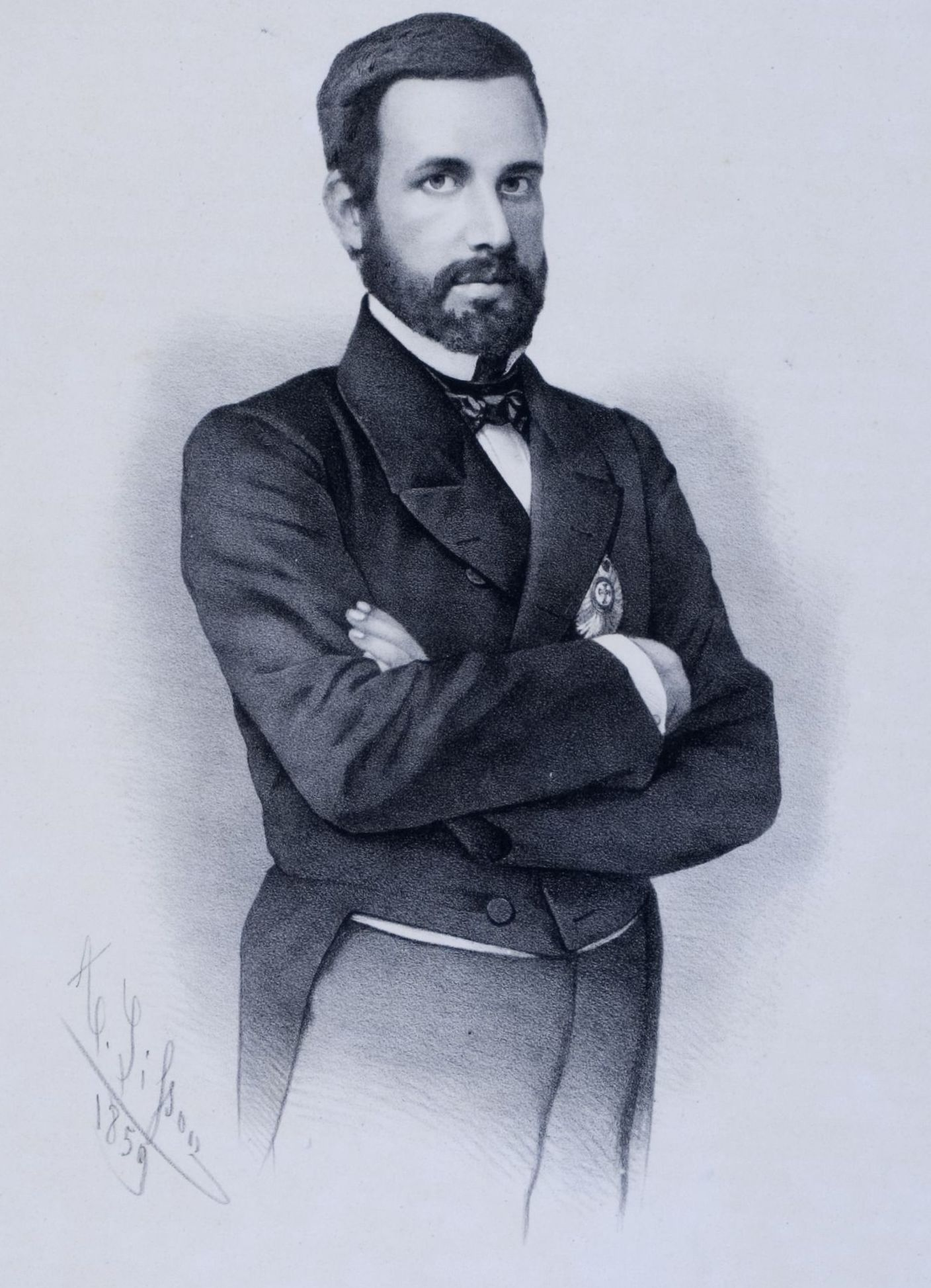
Litografia de José Antônio Saraiva feita por Sébastien Auguste Sisson em 1861.

- Piauí - Nomeado por Carta Imperial de 23 de junho de 1850, presidiu a província de 7 de setembro desse ano a 12 de março de 1853, com apenas 27 anos, graças ao grande prestígio de Pedro de Araújo Lima, então Visconde de Olinda, seu padrinho político. Sendo seu primeiro cargo público relevante, o conselheiro foi responsável pela mudança da capital de Oeiras para Teresina.

A medida que a economia pecuária entrou em declínio, as elites políticas oeirenses demonstraram a incapacidade de criar alternativas para os destinos da província. Foi esta a situação que deu origem a ideia de transferência da capital para a região da Vila do Poti. A região onde se criaria a nova capital apresentava, segundo o pensamento de Saraiva, as condições para se resolverem os problemas fundamentais que provocavam a crise vivida pela sociedade piauiense da época, pois mudaria o eixo das relações político-econômicas, até então situado no interior da província, numa região de difícil comunicação, que se manteve viva enquanto a pecuária ainda se mostrava capaz de sustentar a região.
Essa ousadia de Saraiva lhe rendeu bastante prestígio, devido a sua coragem e capacidade para convencer o povo piauiense, principalmente as oligarquias de Oeiras e Campo Maior, a aderir a nova ideia de progresso que seria a transferência da capital, chegando a assustar até mesmo o governo central do Rio de Janeiro, que acreditou, por um momento, ter sido um erro colocar um jovem para assumir um posto político importante. Porém, futuramente, com o sucesso de seu projeto e sua boa administração em outras províncias, tornou-se um homem de confiança de D. Pedro II.

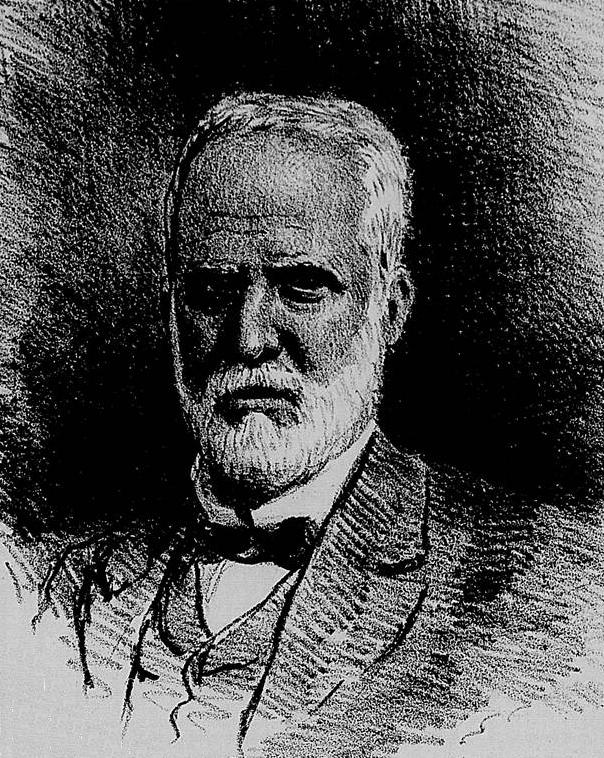
Gravura de José Antônio Saraiva feita por Angelo Agostini em 1895.

Teresina foi fundada em 16 de agosto de 1852, assim denominada em homenagem à Imperatriz, Teresa Cristina, esposa de D. Pedro II. A cidade se tornou a capital da província (depois do estado) desde essa data, transferindo para ela, desde Oeiras, a sede administrativa da região.
Depois do sucesso de sua administração no Piauí, o Conselheiro Saraiva foi nomeado presidente de mais três províncias importantes do Império, entre 1853 e 1859.
- Alagoas - Presidiu a província entre 19 de outubro de 1853 e 26 de abril de 1854, e de março a 20 de maio de 1856;
- São Paulo - Presidiu a província entre 26 de junho de 1854 e 16 de maio de 1855;
- Pernambuco - Nomeado em 17 de dezembro de 1858, presidiu a província de 27 de janeiro a 20 de abril de 1859.

Está sepultado no Cemitério do Campo Santo em Salvador.

## Gabinete de 28 de março de 1880
Foi simultaneamente Presidente do Conselho de Ministros e Ministro da Fazenda.
- Ministro dos Negócios do Império: Francisco Inácio Marcondes Homem de Melo, Barão de Homem de Melo.
- Ministro da Justiça: Manuel Pinto de Sousa Dantas.
- Ministro dos Estrangeiros: Pedro Luís Pereira de Sousa.
- Ministro da Marinha: Pedro Luís Pereira de Sousa.
- Ministro da Guerra: Franklin Américo de Meneses Dória, Barão de Loreto.
- Ministro da Agricultura, Comércio e Obras Públicas: Manuel Buarque de Macedo.

## Gabinete de 6 de maio de 1885
Foi simultaneamente Presidente do Conselho de Ministros e Ministro da Fazenda.
- Ministro dos Negócios do Império: João Florentino Meira de Vasconcelos.
- Ministro da Justiça: Afonso Augusto Moreira Pena.
- Ministro dos Estrangeiros: João Lustosa da Cunha Paranaguá, 2º Marquês de Paranaguá.
- Ministro da Marinha: Luís Filipe de Sousa Leão.
- Ministro da Guerra: Antônio Eleutério de Camargo.
- Ministro da Agricultura, Comércio e Obras Públicas: João Ferreira de Moura.